# 2016年の北朝鮮における洪水
2016年の北朝鮮における洪水（2016年のきたちょうせんにおけるこうずい）では、平成28年台風第10号（台風10号）の襲来により、中国・ロシア国境付近を流れる豆満江の堤防が決壊し、主に朝鮮民主主義人民共和国（北朝鮮）で被害を出した2016年8月下旬の洪水について解説する。国際連合人道問題調整事務所や赤十字社によれば、この洪水によって、少なくとも133人が死亡し、3万5千棟以上の家屋が破壊され、10万人以上の人が住居を失ったとされる。
北朝鮮の国営メディアである朝鮮中央通信が2016年9月11日に行った報道によれば、北朝鮮北東部は1945年以来「最も激しい雨」が降り、数万もの建物が破壊され、住居を失い「多大な苦難に見舞われている」としている。

## 台風10号
台風10号は8月29日から同月31日の3日間にかけて北朝鮮で大雨を降らせた。特に咸鏡北道のある郡では320ミリメートルもの降水があった。

## 対応と反応
洪水に対して、北朝鮮政府は道路の啓開や甚大な被害を受けたコミュニティを元気づけるために職員を派遣した。地元の赤十字社支部から派遣された約1000人のボランティアは負傷者の救助や行方不明者の捜索に手を貸した。また、赤十字社支部はタープやテント、台所用品のセット、浄水するための錠剤、計2万人分程度の救援物資を用意している。国際連合世界食糧計画 (WFP) は13日に、14万人分の食料を緊急に提供した。WFPは、冬が到来すれば更なる食料不足が見込まれ、いまだに被害状況をつかめていない地域があることから、今後1年間で2100万ドルもの費用が必要であると、支援を要求している。
日本の岸田外務大臣は、北朝鮮が核実験やミサイル発射を繰り返していることを踏まえ、現状では洪水被害に対する支援を行わない考えを表明した。
国境を接する中華人民共和国では、同年9月に中国人民解放軍が中朝国境を越えて流されてきた北朝鮮住民を救出、同年11月に中国政府は2000万元（約3億円）の人道支援を提供するも洪水から決定に2カ月もかかった理由は脱北者対策ともされる。
翌2017年2月、朝鮮中央通信はアメリカが水害被害と関連して人道支援を提供していたことを報道した。タイミング的に、前月に誕生したドナルド・トランプ政権が金正恩委員長との対話の可能性を示していたことを受けての動きと伝えられた。